# Zveza avtomobilske industrije
Zveza avtomobilske industrije (izvirno nemško Verband der Automobilindustrie; kratica VDA) je poklicna zveza, v katero so vključena vsa pomembna nemška podjetja, povezana z avtomobilsko industrijo. VDA je sprejela »VDA standarde za sisteme kakovosti v avtomobilski industriji«, ki se kratko imenuje tudi VDA. Podjetja, ki imajo standard kakovosti VDA, so s tem dokazala, da obvladujejo kakovost dovolj dobro, da so lahko dobavitelj avtomobilski industriji. 